# Leptomithrax longipes
Leptomithrax longipes är en kräftdjursart som först beskrevs av Thomson 1902.  Leptomithrax longipes ingår i släktet Leptomithrax och familjen maskeringskrabbor. Inga underarter finns listade i Catalogue of Life.